# Distrito de Lezhë
El distrito de Lezhë (en albanés: Rrethi i Lezhës) fue uno de los 36 distritos de Albania. Tenía una población de cerca de 68,000 habitantes (2004) y una superficie de 479 km². Se localizaba al noroeste del país y su capital era Lezhë.

## Historia
Lezhë es una región con una historia de miles de años. En Lezhë se creó la "Liga de Lezhë" (Beslidhja e Lezhes) bajo el mandato de Gjergj Kastriot que fue creada para unir a las regiones de Albania. Este héroe nacional fue quien logró proteger a la religión católica de amenazas definitivas. El Papa por sí mismo lo consideró en aquel tiempo, el salvador de la Cristiandad y el rey de Italia por su parte, le concedió regiones enteras del sur italiano como recompensa por rescatar al cristianismo e incluso a Italia de la invasión de los turcos.
Lezhë ha sido el semillero de muchas personas notables, desde Frang Bardhi hasta Gjergj Fishta entre otros tantos.

## Lugares
- Lezhë
- Balldre
- Blinisht
- Dajç
- Kallmet
- Kolsh
- Shëngjin
- Shënkoll
- Ungrej
- Zejmen